# Salinga
Salinga Silenga ou Silinga foi uma rainha lombarda do século VI, filha de um rei hérulo desconhecido. Tornou-se a terceira esposa do rei Vacão (r. 510–539) e foi a mãe de seu sucessor Valtário (r. 539–547). Seu nome, de origem germânica antiga, atualmente é utilizado em inglês como um sobrenome na sua variante Selling.